# ایستاین دوم نروژ
ایستاین دوم نرروژ (نروژی: Eystein II of Norway؛ ح. ۱۱۲۵ – ۱۱۵۷) پادشاه نروژ بین سال‌های ۱۱۴۲ تا ۱۱۵۷ میلادی بود.